# Martin Carolus Zillmann
Martin Carolus Zillmann (* 1976 in Jakarta) ist ein deutscher Regisseur von Dokumentarfilmen, Musikvideos und Werbefilmen.

## Biografie
Martin Carolus Zillmann wuchs in Berlin auf und beendete dort erfolgreich das Gymnasium. Seit Ende der 1990er Jahre arbeitet er als Regisseur und konzentriert sich dabei auf Dokumentarfilme, Musikvideos und Werbefilme. Verschiedene Musikfilme entstanden für die Band Ohrbooten. Für Die Toten Hosen drehte er im Jahr 2009 einen Film zum Lied Ertrinken vom Album In aller Stille in einem Berliner Gefängnis. Sein Videoclip zu Ein Mann ein Wort vom Album Schlicht & Ergreifend, den er für die Band Haudegen filmte wurde 2012 mit dem Echo für das beste nationale Video ausgezeichnet.
Zillmann arbeitete als Regieassistent von Michael Ballhaus und Ciro Cappellari im Dokumentarfilm In Berlin aus dem Jahr 2009.
Martin Carolus Zillmann lebt mit seiner Lebensgefährtin und den beiden gemeinsamen Söhnen in Berlin.

## Filmografie (Auswahl)

### Musikclips
- 1998: 100 Mal am Tag, Ohrbooten
- 2005: Reens Welt, DJ Rene
- 2007: Man lebt nur einmal, Ohrbooten
- 2007: Bewegung, Ohrbooten
- 2007: Babylon bei Boot, Ohrbooten
- 2009: Ertrinken, Die Toten Hosen
- 2009: Mit dem Kopf durch die Wand, Ohrbooten
- 2011: Ein Mann ein Wort, Haudegen

### Filmografie
- 2005: MTV Designerama on Stage (Fernsehshow)
- 2009: In Berlin (Dokumentarfilm) – Regieassistent
- 2012: Aufnahmezustand (Dokumentarfilm) – Aufnahmeleitung